# انصار الشریعه (یمن)
جماعت انصار الشریعه (عربی: جماعة أنصار الشريعة) یا انصار الشریعه، یک گروه جهادگرایی سلفی است که هدف برپایی امارت اسلامی در یمن و باقی شبه‌جزیره عربستان دارد. ریاست این گروه را ناصر وحیشی به عهده داشت و این گروه از زیر شاخه‌های القاعده در شبه‌جزیره عربستان است.